# Andrea Sansovino

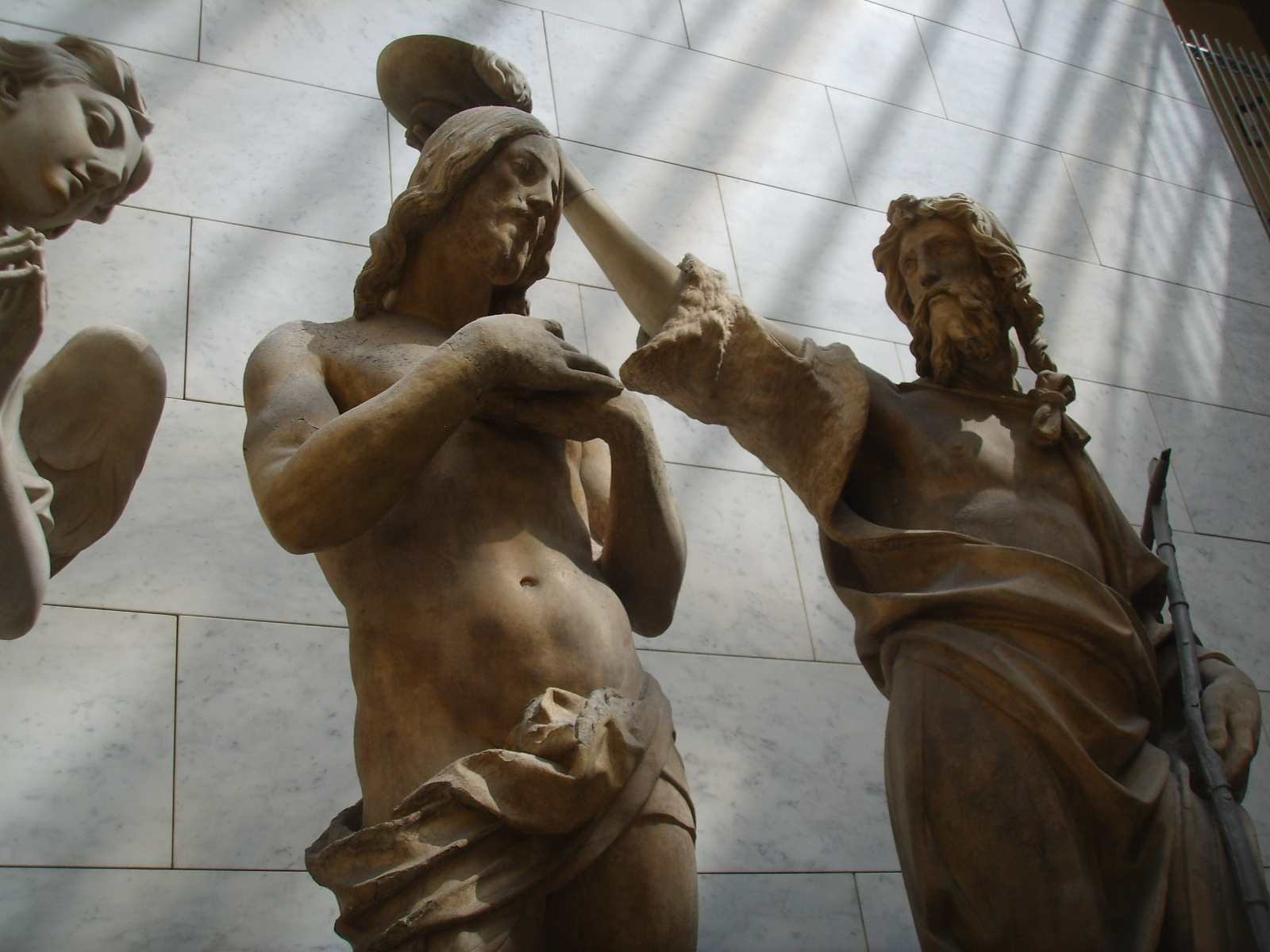
Baptisme de Crist (detall) d'Andrea Sansovino (Museo dell'Opera del Duomo, Florència). L'àngel és una obra posterior d'Innocenzo Spinazzi

Andrea Contucci, dit Andrea Sansovino (Monte San Savino, 1460 - Monte San Savino, 1529) va ser un escultor i arquitecte italià del Renaixement.

## Biografia

### Formació i viatge a Portugal
Es va formar al taller d'Antonio Pollaiuolo i, després al taller del Cronaca, amb qui va col·laborar a la sagristia octogonal de la Basílica de Sant Esperit a Florència i, en particular, al mur de l'antesagristia. L'any 1489 li va ser encarregat al mateix temple l'Altar del Santíssim Sacrament per part de la família Corbinelli. Aquesta obra li va suposar l'admiració general, tant que va ser escollit per a ser enviat per la cort dels Mèdici a Portugal, com a escultor i arquitecte, on el rei havia demanat un artista valuós, que representara el nou moviment renaixentista que floria a Florència. Entre 1492 i 1501 va viure a Portugal, on va fer almenys dues Mares de Déu (Museu de Lisboa) i un portal de la Catedral de Coimbra (la Puerta Speciosa). En aquests nou anys, evidentment degué fer més obres, però no han arribat als nostres dies. Va treballar també a Belém, a Sintra i a Lisboa.

### Retorn a Florència (1501-1504)
La primera obra que va fer en tornar a Itàlia va ser la font baptismal del baptisteri de Volterra, l'any 1502. Després va fer una Mare de Déu i un sant Joan Baptista per a la catedral de Gènova (1503), dues importants estàtues on ja s'hi troben algunes de les característiques típiques del seu estil personal: les formes àmplies i arrodonides i els drapats simplificats. Hi ha en aquestes obres analogies amb els precursors del Renaixement florentí, com ara Donatello, Luca della Robbia o Benedetto da Maiano, i també amb l'estil de Niccolò dell'Arca, al qual segurament va poder admirar quan va fer una Mare de Déu amb l'Infant per a l'església de Santa Maria della Vita, a Bolonya. Les dues estàtues porten la seua signatura "Sansuvinus", com a testimoni de la nova consciència que els artistes del Renaixement van prendre de llur valor, el qual reivindicaven amb orgull.
A Florència va rebre l'encàrrec del que esdevindria una obra mestra de l'escultura florentina: el Baptisme de Crist, que va ser col·locat sobre la porta del Paradís del Baptisteri, la porta principal enfront de la catedral. Aquesta obra va ser la primera en què la figura de Jesús a les aigües del Jordà va ser pretext per exhibir el nu que representava la valorització del cos humà, i esdevingué així un punt d'inflexió de l'escultura renaixentista, seguida immediatament pel David del jove Miquel Àngel. El mateix Sansovino, com a membre de la comissió constituïda a l'efecte, contribuí a decidir que el David fóra instal·lat a la Piazza della Signoria.

### Estada a Roma (1504-1513)

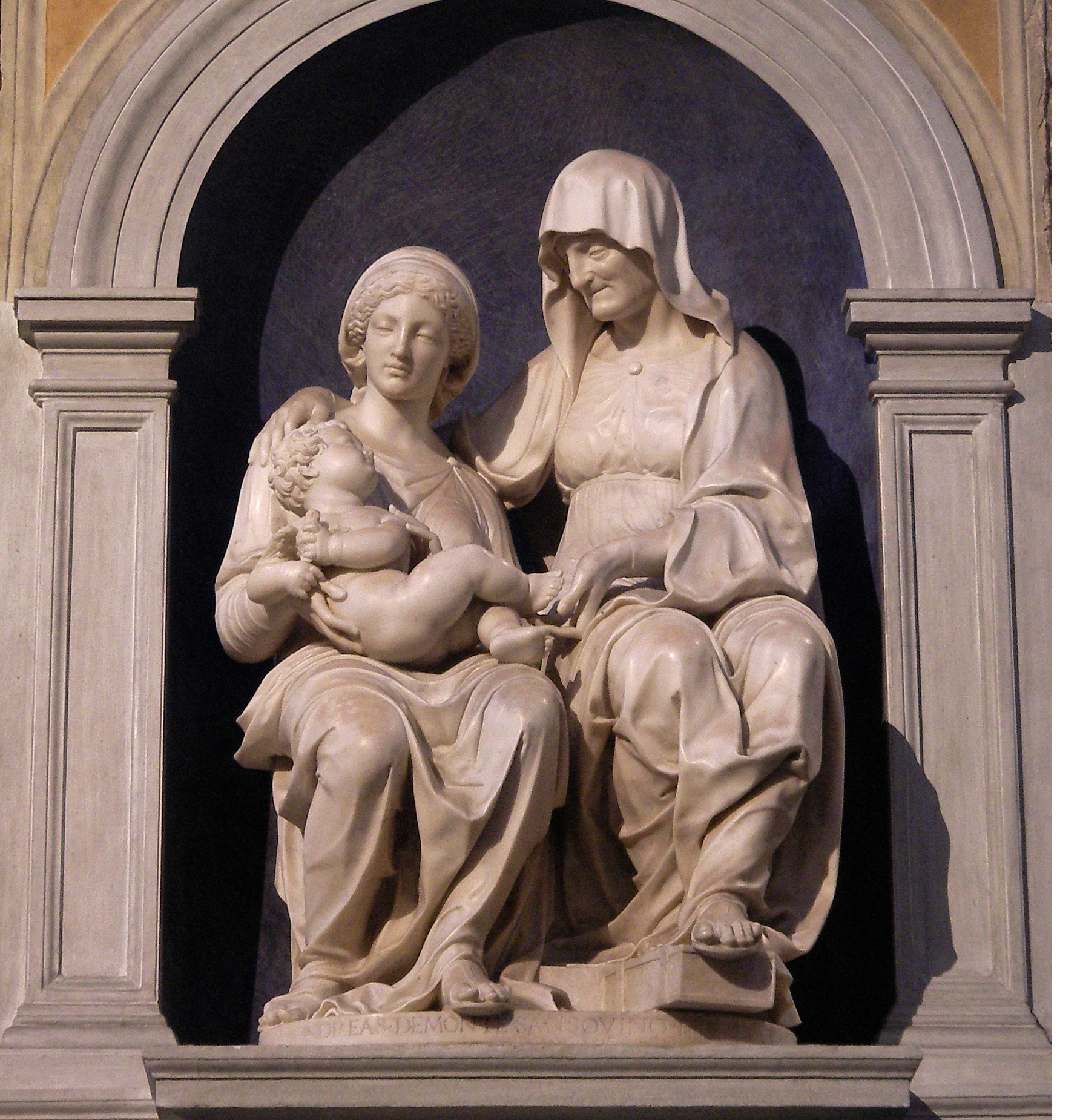
Mare de Déu amb l'Infant i santa Anna, marbre blanc, 1512, Roma, Basílica de Sant Agustí.

L'any 1504 va traslladar-se a Roma. Hi va rebre prestigiosos encàrrecs per fer algunes tombes, com la del Cardenal Manzi a Santa Maria in Aracoeli (lligada estilísticament a l'escultura llombarda d'Andrea Bregno) o a les tombes del Cardenal Ascanio Sforza (1505) o del Cardenal Girolamo Basso (1507) a Santa Maria del Popolo, amb un arcosoli d'inspiració clàssica. Però la seua invenció va ser la posició del difunt sobre el sarcòfag, perquè, abandonant la rigidesa del retratat jeient de sobines, el va fer incorporat i recolzat amb el colze, transformant així el monument fúnebre —que representava un mort— en la representació d'un home, amb el rebuig de la simple visió gòtica que celebra la mort en favor d'una nova concepció que exalta la persona vivent i activa. Cal recordar el sarcòfag del Donzell de Sigüenza (1498), com la tomba del gran cardenal Mendoza a Toledo. En aquests anys s'ha documentat el treball d'un escultor florentí anomenat Andrea, que només podria ser Andrea Sansovino, que va haver de descuidar el seu treball a Portugal a causa de la mort del fill del rei per un accident d'equitació, i que havia estat monopolitzada per gran Cardenal Mendoza per a la seva tomba extraordinari a la Catedral de Toledo, i els dels seus familiars, i del Donzel a la ciutat de la qual la seva família prové i on va ser bisbe, de Sigüenza.
La tomba de Offreduccio Offreducci en l'Església de Sant Francesc en Fermo, realitzada en 1527 es repeteix el tema del guerrer amb un rostre angelical que descansa sobre la seva espasa. Tant el monument a Offreduccio que és al Doncell van fer alguns anys després de la seva mort per la misericòrdia dels seus pares.
Pel que fa a la seua activitat escultòrica, sembla ignorar les radicals novetats de Miquel Àngel, amb una tendència vers un estil en què hom diria que empra l'sfumato leonardesc. Així, la Mare de Déu amb l'Infant i santa Anna, a l'església de Sant Agustí de Roma (1512), sembla un homenatge a la Santa Anna de Leonardo pintada dos anys abans. Però en realitat aquesta obra va marcar l'inici de la relació amb Rafael, que va ser amic seu i que va fer sobre el mateix pilar que albergava el grup marmori de Sansovino un fresc amb un punyent profeta Isaïes, en contrast amb Miquel Àngel. Aquesta interpretació suau i etèria inspirarà els baixos relleus de la Santa Casa de Loreto. El conjunt, tallat en un únic bloc de marbre, va proporcionar-li la glòria a Sansovino, i va ser objecte de les visites del poble i dels homes de cultura de l'època.
Altres obres del període són una sèrie de Mares de Déu amb Infant (Bargello a Florència, església de Santa Maria dell'Anima, església de Santa Maria in Augusta a Roma i les dues terracotes vidriades en estil robbià per a l'església de Santa Clara de Monte San Savino. Probablement d'aquest període, tot i que no es descarta la datació en altra època de la seua vida, són la Maré de Déu amb Infant de Trequanda, el Sant Roc de Battifolle, l'Anunciació de l'església de la Misericòria de Lucignano i la pica baptismal de la Catedral de Chiusi.
Una altra obra destacada, però sovint oblidada en l'atribució a Andrea Sansovino, és el Sant Miquel Arcàngel de Monte S.Angelo, que pertanyia a la jurisdicció de la diòcesi de Siponto, de la qual va ser nomenat bisbe l'any 1513 Giovanni Maria Ciocchi Di Monte (el futur Papa Juli III), succeint en el càrrec al seu oncle, el cardenal Antonio di Monte.

### A les Marques i a Loreto (1514-1527)
A partir de l'any 1513 va treballar en el gran projecte del Santa Casa de Loreto, per al qual va fer els baixos relleus de l''Anunciació i l'Adoració dels pastors i part de les Esposalles de Maria, mentre que la resta va ser obra d'altres escultors, alguns dels quals aviat esdevindrien cèlebres, com ara Baccio Bandinelli o il Tribolo. Aquestes obres es troben entre les més reeixides de Sansovino. Sobre un fons arquitectònic d'efecte teatral se situen figures de gran harmonia i realisme. Aquest estil serà fins a l'època de Gian Lorenzo Bernini, la principal alternativa al monumentalisme de Miquel Àngel i trobarà seguidors tant a l'escola llombarda com a la romana, en algunes obres com les tombes papals de les capelles de la Basílica de Santa Maria Major.
En els darrers anys de la seua vida, Sansovino es va dedicar sobretot a l'arquitectura, realitzant, per exemple, el claustre de Sant'Agostino i el pòrtic intern de la porta principal de l'església de Sant'Agostino (1523) a Monte San Savino (les Lògies dels Mercaders, atribuïdes a un disseny seu, són una obra pòstuma, feta després de 1540) o el pati de l'Ajuntament (Palazzo Comunale) a Jesi (1519). Aquestes intervencions arquitectòniques tenien com a precedent el pòrtic de Santa Maria in Domnica a Roma,(1513) mentre que el projecte per al Palau Apostòlic de Loreto va ser interromput després d'una avaluació negativa d'Antonio da Sangallo el Jove.
Vasari va incloure la seua biografia a Le Vite.
L'escultor i arquitecte Jacopo Tatti, deixeble seu, va heretar el seu sobrenom i va ser conegut com a Jacopo Sansovino.